# Montechiaro (San Sicario)
Montechiaro is een plaats (frazione) in de Italiaanse gemeente Cesana Torinese.